# Rádio Nacional
Rádio Nacional é uma rede de rádio brasileira, operada pela empresa pública EBC (Empresa Brasil de Comunicação).

## História
A Rádio Nacional do Rio de Janeiro iniciou suas transmissões no dia 12 de setembro de 1936, após solenidade que contou com a presença, no auditório da emissora, de personalidades diversas da sociedade carioca, embaixadores e membros do governo. Desde o final dos anos 1930 a Rádio Nacional obteve a preferência popular, disputando com a emissora Rádio Mayrink Veiga, campeã de audiência na praça do Rio de Janeiro naquela década. 
A rádio até então era uma empresa privada. O sistema de rádios públicas começou a ser montado a partir da incorporação ao patrimônio estatal da Rádio Nacional do Rio de Janeiro, em 8 de março de 1940, pelo então presidente Getúlio Vargas. A incorporação teve como principais alegações as dívidas contraídas pela companhia junto ao Patrimônio Nacional (num total de três milhões) e ficou decidida a manutenção do conjunto das empresas, que foram consideradas, segundo o texto do decreto, relevantes para a utilidade pública e para o interesse do país.
Durante a década de 1940 e também na de 1950 (quando a televisão ainda não estava completamente disseminada em todo o país), a Rádio Nacional era o veículo de mídia de maior audiência do Brasil, com radionovelas (como Em Busca da Felicidade, Predestinada, Fatalidade e Maldição) e programas de auditórios, com as grandes celebridades da época buscando participar dos programas da rádio, em busca de prestígio e fama nacional, já que a rádio tinha alcance em quase todo o país. 
Em 1941 surgiu o Repórter Esso, “o primeiro a dar as últimas”, que a partir de 1944 passou a ter a locução de Heron Domingues, que foi o locutor do noticiário radiofônico até 1962. O Repórter Esso era um noticiário muito popular e bem conceituado junto aos ouvintes, possuía três transmissões diárias regulares e edições extraordinárias, caso fossem necessárias. O noticiário radiofônico durou até o ano de 1968.
Os grandes programas de auditório da Nacional eram constituídos de diversos quadros que constavam de shows musicais, teatros de variedades, concursos, sorteios de prêmios e, muitas vezes, uma parte dedicada aos calouros. Aos domingos era exibido o programa de Luís Vassalo, que teve início em 1943 e durou até 1956. Era seguido ás 16:30h pelo Hora do pato, um programa de calouros de uma hora de duração. Um outro tipo de programa de auditório era o de Jararaca e Ratinho, programa de humor irradiado às sextas-feiras, às 21:35h.
O aumento da popularidade dos programas de auditório fez com que a Nacional passasse a vender os ingressos para tais programas. Em ocasiões especiais, como por exemplo nos aniversários dos programas, a emissora alugava um teatro para poder acomodar um maior número de fãs. Os programas de auditório prosperavam e muitos deles mantinham sempre um de seus quadros dedicados a uma cantora (ou cantor) popular que atraía para o programa uma “legião de fãs”. A Nacional também possuía a prática de manter determinados tipos de programações sempre nos mesmos horários e quando um programa tinha fim era substituído por outro do mesmo gênero. As tardes de sábado e domingo eram dedicadas aos programas de auditório. Já o horário noturno das sextas-feiras, era dedicado aos programas humorísticos.
Em 1951 teve a estréia do programa de auditório A felicidade bate à sua porta, exibido aos domingos. O programa contava com um furgão, devidamente equipado para transmissões externas, que percorria os bairros do Rio de Janeiro em busca do ouvinte que tivesse a carta sorteada. A entrega dos prêmios contava com a presença da cantora Emilinha Borba, na época um dos maiores fenômenos de popularidade.
Dois anos antes da inauguração de Brasília, foi fundada pelo presidente Juscelino Kubitschek no dia 31 de maio de 1958, a Rádio Nacional de Brasília, montada em apenas quatro meses. Em seus primeiros anos, a Nacional Brasília oscilou diversas vezes entre ser um simples braço da emissora carioca e ser gerida de forma autônoma. A emissora de Brasília operava na faixa AM 980 kHz, a mesma da Nacional Rio. Em 1975 a frequência no Rio de Janeiro foi modificada para a faixa AM 1130 kHz, para evitar interferências mútuas, principalmente à noite.
Entre os anos de 1956 e 1964, a programação da Rádio Nacional manteve o mesmo estilo, sendo que os níveis de audiência começaram a apresentar um ligeiro declínio. A grande expectativa da época era a da criação da TV Nacional (uma das antecessoras da atual TV Brasil). A Rádio Nacional já vinha perdendo sua posição de liderança de audiência com a concorrência da televisão.
Em 1976, no governo Ernesto Geisel, ambas as emissoras carioca e brasiliense foram incorporadas pela recém-criada Empresa Brasileira da Radiodifusão - Radiobrás, vinculada ao Ministério das Comunicações. No mesmo ano, era criada a Rádio Nacional FM de Brasília, primeira emissora em frequência modulada da capital federal.
Em 1977, foi criada a Rádio Nacional da Amazônia, transmitindo em ondas curtas desde Brasília e cobrindo boa parte do território brasileiro, com o objetivo de integrar a Amazônia Legal ao restante do país, dentro do projeto dos governos militares.
Após a criação da Rádiobrás e até meados da década de 1980, já durante o governo João Figueiredo, foram criadas diversas emissoras da Rádio Nacional, principalmente nas regiões norte e centro-oeste, chegando a mais de 40 emissoras em 1985. Entretanto, com a crise econômica vivida pelo país, a maior parte dessas estações foi privatizada ou encerrada durante o governo José Sarney, entre 1988 e 1989.
Em 2006, no governo de Luiz Inácio Lula da Silva, foi criada a Rádio Nacional do Alto Solimões, sediada em Tabatinga, AM, cobrindo a região e a tríplice fronteira do Brasil com o Peru e a Colômbia. Em 2008, todas as emissoras passaram a fazer parte da Empresa Brasil de Comunicação (EBC), que incorporou as concessões da Radiobrás.
Em 7 de maio de 2021, entraram no ar as estações de FM estendido Rádio Nacional de São Paulo (repetindo parte do sinal da Nacional FM Brasília e com faixa de programação local a partir de outubro de 2023), Rádio Nacional do Recife (repetindo o sinal da Nacional FM Brasília), Rio de Janeiro (repetindo o sinal da Nacional AM Rio) e Belo Horizonte (nessa última até julho de 2022, quando passou a transmitir a MEC FM do Rio de Janeiro).

## Prêmios
Prêmio Vladimir Herzog
Menção Honrosa do Prêmio Vladimir Herzog por Áudio
| Ano  | Autor                                                                 | Veículo de mídia                   | Obra                  | Resultado |
| ---- | --------------------------------------------------------------------- | ---------------------------------- | --------------------- | --------- |
| 2018 | Danyele Soares e Equipe: Joana Darc Pereira Lima e Messias Costa Melo | Rádio Nacional – EBC – Brasília/DF | “Mulheres no cárcere” | Venceu    |

### Livros
- Pieranti, Octavio Penna (2022). Entre plantações de morangos, florestas e oceanos: arquivos esquecidos da Rádio Nacional recontam a origem da Radiobrás. Brasília: Faculdade de Comunicação da Universidade de Brasília (FAC- UnB). ISBN 9788593078514

- Saroldi, Luiz Carlos; Moreira, Sônia Virgínia (2005). Rádio Nacional, o Brasil em sintonia. Rio de Janeiro: Zahar. ISBN 9788571108813

### Periódicos
- Nascimento, José Gomes do (2023). «As ondas do rádio na nova capital em construção: A Rádio Nacional de Brasília (1958-1960)». Temporalidades – Revista de História. 14 (2). ISSN 1984-6150

- Nitahara, Akemi; Luz, Cristina Rego Monteiro da (2020). «A EBC e a Comunicação Pública no Brasil». Liinc em Revista. 16 (1). ISSN 1808-3536

### Sites
- Azevedo, Lia Calabre de (2016). «Rádio Nacional». Atlas Histórico do Brasil. Centro de Pesquisa e Documentação de História Contemporânea do Brasil (CPDOC) – Fundação Getúlio Vargas (FGV). Consultado em 4 de agosto de 2024

- Massaro, Carlos (7 de janeiro de 2022). «Rádio MEC estreia no dial FM estendido de Belo Horizonte substituindo a Rádio Nacional». Tudo Rádio. Consultado em 4 de agosto de 2024

- Massaro, Carlos (10 de outubro de 2023). «Rádio Nacional passa a veicular programação local em São Paulo». Tudo Rádio. Consultado em 4 de agosto de 2024

- Prêmio Jornalístico Vladimir Herzog de Anistia e Direitos Humanos (2018). «Vencedores do 40º Prêmio Vladimir Herzog». Consultado em 4 de agosto de 2024

- Starck, Daniel (5 de julho de 2021). «Migração AM-FM em faixa estendida de FM é iniciada hoje em SP, RJ, DF, MG, PE e RS». Tudo Rádio. Consultado em 4 de agosto de 2024

- Tudo Rádio (15 de fevereiro de 2022). «Rádio Nacional inicia operações a partir de São Luís (MA)». Consultado em 4 de agosto de 2024